# Sergej Kopljakov
Sergej Viktorovitsj Kopljakov (Russisch: Сергей Викторович Копляков) (Vorsja, 23 januari 1959) is een voormalige Sovjet-Wit-Russische zwemmer.
Kopljakov won op de Olympische Zomerspelen van 1980 twee gouden medailles in de disciplines 200m vrije slag bij de mannen en 4x200m vrije slag bij de mannen.

## Internationale toernooien
| Jaar | Olympische Spelen                                                                                              | Wereldkampioenschappen                                                             | Europese kampioenschappen                                  |
| ---- | --- | ---------------------------------------------------------------------------------- | ---------------------------------------------------------- |
| 1976 | 10e 200m vrije slag · 4×200m vrije slag · 5e 4×100m wisselslag                                                 |                                                                                    |                                                            |
| 1977 | |                                                                                    | 5e 200m vrije slag · 4×100m vrije slag · 4×200m vrije slag |
| 1978 | | 13e 100m vrije slag · 200m vrije slag · 9e 4x100 m vrije slag · 4x200 m vrije slag |                                                            |
| 1979 | |                                                                                    |                                                            |
| 1980 | 4e 100m vrije slag · 200m vrije slag · 4x200 m vrije slag · 4x100m wisselslag · Kopljakov zwom enkel de series |                                                                                    |                                                            |
| 1981 | |                                                                                    | 200m vrije slag · 4x100 m vrije slag · 4x200 m vrije slag  |

1900: Frederick Lane ·
1968: Mike Wenden ·
1972: Mark Spitz ·
1976: Bruce Furniss ·
1980: Sergej Kopljakov ·
1984: Michael Groß ·
1988: Duncan Armstrong ·
1992: Jevgeni Sadovy ·
1996: Danyon Loader ·
2000: Pieter van den Hoogenband ·
2004: Ian Thorpe ·
2008: Michael Phelps ·
2012: Yannick Agnel ·
2016: Sun Yang  ·
2020: Thomas Dean ·
2024: David Popovici
1908: Derbyshire, Radmilovic, Foster, Taylor ·
1912: Healy, Champion, Boardman, Hardwick ·
1920: McGillivray, Kealoha, Ross, Kahanamoku ·
1924: O'Connor, Glancy, Breyer, Weissmuller ·
1928: Clapp, Laufer, Kojac, Weissmuller ·
1932: Miyazaki, Yusa, Yokoyama, Toyoda ·
1936: Yusa, Sugiura, Taguchi, Arai ·
1948: Ris, McLane, Wolf, Smith ·
1952: Moore, Woolsey, Konno, McLane ·
1956: O'Halloran, Devitt, Rose, Henricks ·
1960: Harrison, Blick, Troy, Farrell ·
1964: Clark, Saari, Ilman, Schollander ·
1968: Nelson, Rerych, Spitz, Schollander ·
1972: Kinsella, Tyler, Genter, Spitz ·
1976: Bruner, Furniss, Naber, Montgomery ·
1980: Kopljakov, Salnikov, Stoekolkin, Krylov ·
1984: Heath, Larson, Float, Hayes ·
1988: Dalbey, Cetlinski, Gjertsen, Biondi ·
1992: Lepikov, Pysjnenko, Tajanovitsj, Sadovy ·
1996: Davis, Hudepohl, Schumacher, Berube ·
2000: Thorpe, Klim, Pearson, Kirby ·
2004: Phelps, Lochte, Vanderkaay, Keller ·
2008: Phelps, Lochte, Berens, Vanderkaay ·
2012: Lochte, Dwyer, Berens, Phelps ·
2016: Dwyer, Haas, Lochte, Phelps ·
2020: Dean, Guy, Richards, Scott ·
2024: Guy, Dean, Richards, Scott